# Коковін Олександр Володимирович
Коковін Олександр Володимирович (6 вересня 1982, с. Ілєзка, Вологодська область, Росія — 30 травня 2018, Бережани, Тернопільська область, Україна) — український історик, краєзнавець, публіцист, дизайнер-поліграфіст, книговидавець, музикант, громадський діяч.

## Біографія
Народився у Нюксенському районі Вологодської області Росії в сім'ї селян.
1989 — із родиною переїхав на Україну. Від 2008 проживає у Бережанах.
Одружений. Виховує сина (* 2008).
2000 — закінчив із золотою медаллю Рекшинську ЗОШ І–ІІІ ступенів. Протягом 2000–2005 навчався на історичному факультеті Львівського національного університету імені Івана Франка і отримав диплом із відзнакою за спеціальністю «Історія» та здобув кваліфікацію «Магістр історії. Історик. Викладач історії».
2005–2006 — працював лаборантом лабораторії соціологічних досліджень історичного факультету. У 2006 переведений на посаду старшого лаборанта Центру моніторингу Львівського національного університету імені Івана Франка. 2008-го перевівся у відділ культури та туризму Бережанської РДА Тернопільської області на посаду старшого наукового співробітника краєзнавчого музею. Протягом 2010–2011 рр. працював науковим співробітником Бережанського районного музею книги. У 2014–2015 — заступник директора з наукової роботи Бережанського краєзнавчого музею. Від вересня 2015 року — начальник відділу культури, національностей, релігій і туризму Бережанської районної державної адміністрації.
Учасник наукових конференцій місцевого, всеукраїнського та міжнародного рівнів. Автор наукових розвідок, опублікованих у наукових виданнях Бережан, Тернополя, Львова та публікацій у місцевій Бережанській пресі.
Автор монографії «Товариство „Рідна школа“ на Бережанщині (1903–1939)» (Тернопіль, 2011), науково-популярних нарисів «Терниста дорога „Анни“ (Бережани, 2012), „Рідна школа“ і Бережанщина» (Бережани, 2013); автор-упорядник біобібліографічного покажчика «Лев Джулинський (1847–1923): життєвий шлях та діяльність» (Бережани, 2010); автор-упорядник збірників: «Лев Джулинський: священик, видавець, громадський діяч» (Львів, 2015), «Селянська бурса в Бережанах (1903—1914)» (Бережани, 2013), серії книг «Слава героїв жива» (Бережани, 2012): «На вірність ідеї і нації: УПА — Лісники», «На шляху до волі: УПА — Лапшин», «У вирі боротьби: УПА — Нараїв», «За рідний край: УПА — Стриганці, Двірці», «Шляхами нескорених: УПА — Шибалин, Комарівка»; упорядник видань «Церковні пісні: у 2-х ч.» (Львів, 2008), «Громадський рух на Бережанщині. Історичні надбання, сьогодення, перспективи розвитку» (Тернопіль, 2014). Автор-упорядник біографічного довідника «Небесна Сотня. Наш біль і наша гордість» (Бережани,Тернопіль,2015). Співавтор із Михайлом Мицьком книги «Рекшинська школа. Піввіковий шлях успіху». (Бережани,Тернопіль, 2015).
Ініціатор встановлення в Бережанах та автор дизайну: меморіальної таблиці, присвяченої Бережанському осередку Українського педагогічного товариства «Рідна школа» (2013), фотостели «Революція Гідності» (2014).
Займається дослідженням історії західноукраїнських земель у міжвоєнний період, історії шкільництва, діяльності українських громадських товариств, музейної справи, краєзнавства, зокрема, історії Бережанщини, проводить генеалогічні дослідження свого роду.
Засновник і художній керівник музичних гуртів «Струмочок» (1999–2004), «Меломани» (2004–2010), «Сяйво» (від 2010) (Бережанщина).
Протягом 2005–2009 займався підприємницькою діяльністю в сфері поліграфії та видавничої діяльності. Надавав послуги по дизайну, макетуванні та художньому оформленню різноманітної поліграфічної продукції: візитки, рекламно-інформаційні буклети, плакати тощо.
На даний час продовжує виконувати роботи із макетування, художнього оформлення та виготовлення книжкової продукції. Самостійно здійснює верстку й дизайн власних видань. Здійснює друк малоформатних книг.
Член правління Бережанської районної організації Товариства «Меморіал» ім. В.Стуса (2010), член історичної комісії Наукового товариства ім. Т.Шевченка (2012), дійсний член Львівського крайового товариства «Рідна школа» (2013), голова громадської організації «Бережанський Майдан» (2014).
Із вересня 2008 року тяжко захворів на менінгоенцефаліт (запалення кори головного мозку). Пізніше пережив кілька операцій… Помер 30 травня 2018 р. в Бережанах.